# Ovomaltina
L'Ovomaltina (anche Ovaltine) è una bevanda svizzera a base di estratto di malto d'orzo, latte scremato, cacao e lievito. 
È prodotta dalla Wander AG, una controllata della Associated British Foods a Neuenegg vicino a Berna. Il nome originale in tedesco e francese è Ovomaltine, ma nei paesi di lingua inglese è conosciuta come Ovaltine, a causa di un errore nella trascrizione del nome ai tempi della prima esportazione del prodotto. Questa bevanda è talmente diffusa in Svizzera che è praticamente entrata di diritto nella categoria di bevande nazionali elvetiche.

## Storia
Il prodotto originale - del 1865, ma messo in commercio solo nel 1904 - è una polvere che, se mischiata con del latte caldo o freddo, dà come risultato una bevanda al gusto di cioccolato leggermente tonificante. Molti alimenti sono stati in seguito prodotti sulla base di questa ricetta: barre di cioccolato, di cereali o bevande energetiche. Il nome Ovomaltine (inizialmente commercializzato in Italia come "Ovomaltina") deriva dalla parola latino ovum, uovo e malt, malto, che in origine erano gli ingredienti principali.
Da fine maggio 2011 è vietata in Danimarca assieme alla Vegemite e alla Marmite perché l'autorizzazione alla messa in commercio, necessaria per alimenti addizionati con vitamine, non era stata richiesta, e dunque nemmeno concessa dalle autorità competenti danesi.